# Dębiny Ohladowskie
Dębiny Ohladowskie (ukr. Дубини) – wieś na Ukrainie, w obwodzie lwowskim, w rejonie szeptyckim.
Do 2020 w rejonie radziechowskim.